# París-Roubaix 1899
La 4.ª edición de la París-Roubaix tuvo lugar el 2 de abril de 1899 y fue ganada por el francés Albert Champion. La prueba contó con 268 kilómetros y el vencedor hizo un tiempo de 8h 22' 53" con 31,976 km/h de media. La salida contó con 32 corredores profesionales.

## Clasificación final
| Posición | Ciclista          | Equipo | Tiempo       |
| -------- | ----------------- | ------ | ------------ |
| 1        | Albert Champion   | -      | 8h 22' 52"   |
| 2        | Paul Bor          | -      | + 23' 21"    |
| 3        | Ambroise Garin    | -      | + 23' 25"    |
| 4        | Pierre Chevallier | -      | + 54' 10"    |
| 5        | Eugène Jay        | -      | + 1h 52' 08" |
| 6        | Marcel Kerff      | -      | + 1h 57' 38" |
| 7        | Lucien Itsweire   | -      | + 1h 58' 11" |
| 8        | Jules Dubois      | -      | + 2h 00' 54" |
| 9        | L. Delattre       | -      | + 2h 39' 08" |
| 10       | Jean Fischer      | -      | + 3h 20' 20" |